# Elendskirchen

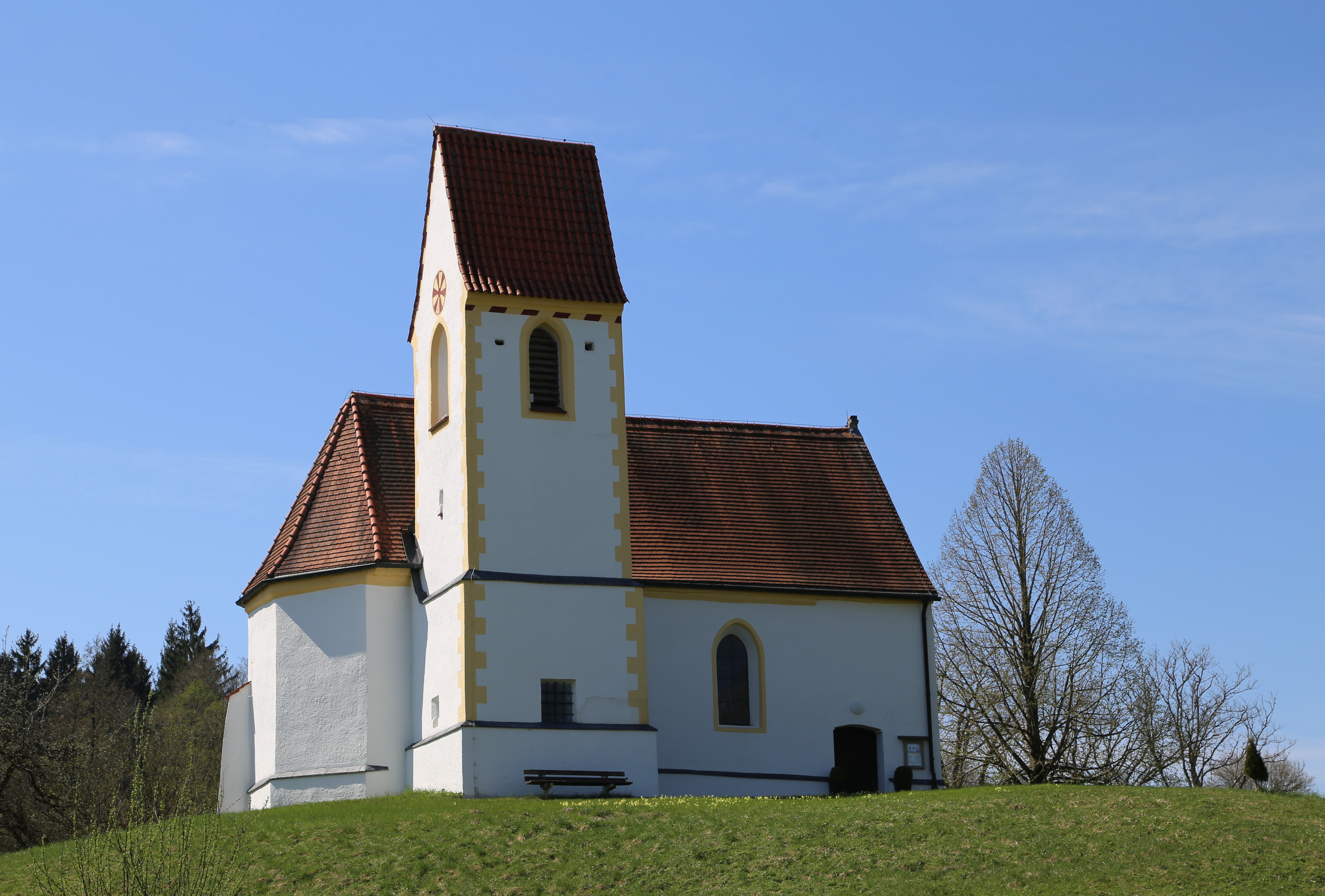
Mariä Verkündigung

Elendskirchen ist ein Ortsteil der Gemeinde Feldkirchen-Westerham. Der Weiler liegt im Norden der Gemeinde auf einer Höhe von 594,1 m ü. NN und hat 31 Einwohner (Stand 31. Dezember 2004).

## Sehenswürdigkeiten
Die Kirche Maria Verkündigung ist eine Filialkirche der katholischen Kuratie Hl. Vitus in Unterlaus. Der Saalbau mit Steildach und nördlichem Satteldachturm ist im Kern romanisch mit spätgotischem Chor und Wölbung aus dem 15. Jahrhundert. Um 1725 erfolgte ein barocker Ausbau. Die Kirche steht unter Denkmalschutz.